# Grabówka (gmina)
Grabówka – gmina wiejska w województwie podlaskim, w powiecie białostockim. Nazwa gminy pochodzi od miejscowości Grabówka, lecz jej siedziba znajduje się we wsi Zaścianki.
Gmina została wydzielona 1 stycznia 2025 z południowej części gminy Supraśl.
Przez pierwsze miesiące 2025 roku nowa gmina Grabówka działała bez wójta, a do czasu wyborów funkcję wójta i rady przejęła pełnomocnik ds. utworzenia gminy Ewa Bończak-Kucharczyk.
Na skutek utworzenia gminy Grabówka Rada Miejska w Supraślu została z mocy prawa rozwiązana, a do czasu wyborów funkcję rady tam także będzie pełnił pełnomocnik wskazany przez premiera. Ponadto zmniejszy się skład Rady Miejskiej w Supraślu, jako że nowo wydzielona gmina Grabówka liczy ponad 10 000 mieszkańców, a więc po 15 676 (2021 rok) w gminie Supraśl pozostanie około 5600 mieszkańców. Przewiduje się, że z dotychczas 15-osobowej rady musi odejść 8 radnych, którzy uzyskali mandaty z terenów tworzących nową gminę Grabówka.
W pierwszych w historii gminy wyborach, które odbyły się 16 marca 2025 roku na wójta w pierwszej turze została wybrana Katarzyna Todorczuk, która otrzymała 53,5% głosów.

## Historia
Gmina miała zostać wydzielona 1 stycznia 2016 z południowej części gminy Supraśl, w porównaniu z projektem z 2024, siedzibą gminy nie miały zostać Zaścianki, lecz Sobolewo. Utworzenie gminy zostało jednak anulowane rozporządzeniem Rady Ministrów z dnia 28 grudnia 2015 roku uchylającym rozporządzenie w sprawie utworzenia gminy Szczawa i gminy Grabówka. Trybunał Konstytucyjny orzekł w wyroku z dnia 1 czerwca 2017 roku, iż rozporządzenie uchylające rozporządzenie w sprawie utworzenia gminy jest niezgodne z Konstytucją i ustawą o samorządzie gminnym.
Na rzecz powstania nowej gminy świadczył brak spójności terytorium gminy Supraśl, składającej się z dwóch odizolowanych od siebie części, rozdzielonych kompleksem leśnym Puszczy Knyszyńskiej, w wyniku czego mieszkańcy wsi, mających w myśl projektu tworzyć nową gminę Grabówka, musieli docierać do Urzędu Gminy przez Białystok i gminę Wasilków. Za utworzeniem gminy świadczyć mogło również poparcie społeczne w zainteresowanych wsiach (w referendum w 2015 na terenie zainteresowanej części gminy Supraśl odnotowano wysoką frekwencję 65 proc., a 78 proc. uczestników było za podziałem gminy; podobnie w 2001 za przywróceniem gminy Grabówka w konsultacjach społecznych opowiedziało się 84,65 proc. głosujących, tj. 1305 osób na 1541 głosujących) oraz względy historyczne (likwidacja terytorialnego odpowiednika – gminy Zaścianki za PRL miała charakter represji).
Z kolei argumentami przeciwko wyodrębnieniu były: globalny wynik referendum gminnego z 2015, w którym wzięło udział 6997 osób z 11 364 uprawnionych (frekwencja 62%), a za podziałem gminy oddano 3122 głosów (45% wszystkich); oraz – zdaniem burmistrza Supraśla Radosława Dobrowolskiego – ekonomiczna niezdolność pozostałej części gminy Supraśl do wykonywania zadań publicznych. Ten argument nie został jednak nigdy potwierdzony oficjalnymi wyliczeniami. Zdaniem wnioskujących również wynik referendum udowadnia faktyczny podział gminy (mieszkańcy Supraśla głosowali przeciwko, a wnioskujące wsie za utworzeniem nowego samorządu). 1 czerwca 2017 Trybunał Konstytucyjny orzekł, że rozporządzenie Rady Ministrów z 28 grudnia 2015 uchylające rozporządzenie w sprawie utworzenia gminy Szczawa i gminy Grabówka jest niezgodne z Konstytucją.
Do pomysłu utworzenia gminy powrócono w 2024. Rozporządzenie Rady Ministrów o utworzeniu gminy przyjęto 1 października 2024.

## Miejscowości
W skład gminy wchodzą obszary obrębów ewidencyjnych (sołectw): Grabówka, Henrykowo, Sobolewo, Sowlany i Zaścianki, o łącznej powierzchni 6464,17 ha.

### Pozostałe miejscowości
Drukowszczyzna, Izoby, Krasny Las, Majówka, Stary Majdan, Zielona

## Transport
Przez obszar gminy przebiega droga krajowa nr 65 oraz linia kolejowa nr 37 przy której znajduje się położony w Sobolewie przystanek osobowy Kuriany.

## Komunikacja miejska
Do gminy można dojechać autobusami Białostockiej Komunikacji Miejskiej poprzez linie: 1, 105 i 111.

## Sąsiednie gminy
Miasto Białystok, Gródek, Supraśl, Zabłudów